# Albert Herring
Albert Herring, op. 39, és una òpera còmica de cambra en tres actes amb música de Benjamin Britten i llibret en anglès d'Eric Crozier, que al seu torn està basat en un relat curt de Guy de Maupassant, Le rosier de Madame Husson, però es va traslladar enterament a un ambient anglès. Es va estrenar el 20 de juny de 1947 a Glyndebourne. Aquesta òpera còmica va succeir a la seva òpera seriosa The Rape of Lucretia.
Albert Herring és una obra musicalment complexa, en alguns sentits reminiscència de les obres de Richard Strauss. El text en si és autènticament divertit, i hi ha una munió de cites musicals dins de la partitura, així com algunes formes complexes, malgrat que el tema sigui tan lleuger. Com Peter Grimes i altres obres de Britten, aquesta òpera explora la reacció de la societat davant un individu estrany, encara que, en aquest cas almenys, és des d'una perspectiva generalment graciosa i alegre. Alguns dels contemporanis de Britten van veure en el rol titular un autoretrat satíric del compositor.

## Origen i context
El llibretista de Britten per a Albert Herring va ser Eric Crozier, que havia suggerit, com a possible tema d'òpera, un conte de Guy de Maupassant, Le rosier de Madame Husson. A petició del compositor, Crozier va adaptar la història tot traslladant-la del seu escenari original de Normandia a Suffolk, a l'est d'Anglaterra, al començament del segle xx. Tots dos hi havien vist les possibilitats còmiques de parodiar l'excés d'escrúpols morals d'un petit poble. Però l'obra és més profunda, i vol ser una crítica de les repressions sexuals britàniques.
Tot i que Albert Herring mostra un canvi d'estil i d'essència respecte a les dues creacions anteriors de Britten, Peter Grimes i The Rape of Lucretia, s'hi poden observar els temes invariables en les òperes del compositor al llarg de la seva carrera. Temes en els quals és fàcil advertir paral·lelismes amb la pròpia vida del compositor. Com Albert, Britten va acceptar la seva sexualitat però al mateix temps va viure dins dels constrenyiments de la vida vilatana. Com en altres de les seves òperes, Britten juga amb l'ambigüitat i, per exemple, no queda clar el sexe de qui va passar la nit amb Albert.

## Representacions
Albert Herring es va estrenar el 20 de juny de 1947 a Glyndebourne, dirigida pel compositor. Segons l'escriptor John Christie, al propietari i fundador de Glyndebourne "li va desagradar intensament i es diu que va saludar als membres de l'audiència de l'estrena amb les paraules: "Això no és propi de nosaltres, sabeu."
L'òpera es va estrenar als Estats Units el 8 d'agost de 1949 com a part del Festival de Música de Tanglewood i la producció de Glyndebourne de 1985 va ser una de les més reeixides que va tenir l'òpera.
Si a la seva mort el 1976 les òperes de Britten eren molt poc conegudes fora del seu país, a partir dels anys 90 es va convertir –juntament amb el txec Leoš Janáček– en el gran descobriment del públic fora de les seves fronteres i avui les seves òperes es programen amb regularitat en molts teatres.
Abans de la seva mort, es va representar ocasionalment, per exemple al Teatre Colón de Buenos Aires el 1972. Des del 2008, s'han fet 55 representacions per exemple a Glyndebourne i l'Òpera de Portland de Oregon (temporada de 2008); a l'Opéra-Comique de París i l'Opéra de Normandie de Rouen (2009); i el 2010, en el Landestheater de Linz, l'Òpera Nacional de Finlàndia a Hèlsinki i l'Òpera de Santa Fe.
La companyia d'òpera jove, ambiciosa i premiada, Shadwell Opera, va representar una producció de l'òpera de gira per pobles anglesos l'estiu del 2011. La Moores Opera House de la Universitat d'Houston va interpretar l'obra el gener de 2011 i la Universitat de Tennessee Opera Theatre la va representar com a part del Festival Rossini en Knoxville, Tennessee, a l'abril de 2011.
Com una part de produccions programades, va ser programada per l'Òpera de la Universitat de Califòrnia de Santa Cruz, Califòrnia i el Conjunt d'Òpera de la University de la Columbia Britànica. L'Òpera de la Universitat d'Arizona Septentrional la va representar la tardor del 2011. L'Òpera de Los Angeles al febrer i març de 2012. L'Òpera Victoriana al juliol de 2011 i l'Òpera de la Universitat d'Indiana a principis de l'any 2012.

## Personatges
| Personatge                           | Tessitura    | Elenc de l'estrena, 20 de juny de 1947 (Director: Benjamin Britten) |
| ------------------------------------ | ------------ | ------------------------------------------------------------------- |
| Lady Billows, vella aristòcrata      | soprano      | Joan Cross                                                          |
| Florence Pike, la seva majordoma     | Contralt     | Gladys Parr                                                         |
| Miss Wordsworth, una mestra d'escola | soprano      | Margaret Ritchie                                                    |
| Mr. Gedge, el vicari                 | baríton      | William Parsons                                                     |
| Mr. Upfold, l'alcalde                | tenor        | Roy Ashton                                                          |
| Superintendente                      | baix         | Norman Lumsden                                                      |
| Sid, un assistent de carnisser       | baríton      | Frederick Sharp                                                     |
| Albert Herring, un noi humil         | tenor        | Peter Pears                                                         |
| Nancy, jove empleada de la fleca     | mezzosoprano | Nancy Evans                                                         |
| Mrs. Herring, mare d'Albert          | mezzosoprano | Betsy de la Port                                                    |
| Emmie, nena                          | soprano      | Lesley Duff                                                         |
| Cis, nena                            | soprano      | Anne Sharp                                                          |
| Harry, nen                           | treble       | David Spenser                                                       |

## Argument
Temps: abril i maig de 1900
Lloc: Loxford, una petita ciutat comercial fictícia a East Suffolk, Anglaterra

### Acte I
Lady Billows està organitzant el festival de maig anual, i ha reunit a tota la gent important del lloc per triar qui serà la reina de maig. Florence, la seva majordoma, ha criticat a totes les noies nominades, demostrant que cap d'elles és digna de portar la corona de reina de maig. El superintendent Budd suggereix que la solució pot ser, aquest any, triar un rei de maig, en lloc d'una reina de maig; ell coneix a un jove que certament és virginal a diferència de les noies: Albert Herring.
El despreocupat Sid es burla d'Albert per la seva timidesa. El comitè de la festa entra amb la notícia que ha estat seleccionat com a rei de maig. La senyora Herring està encantada, Albert menys. La mare i el fill discuteixen, per a burla dels nens del lloc.

### Acte II
El dia de la festa, Sid i la seva núvia Nancy tiren rom en el got de llimonada d'Albert. Albert es beu la llimonada ràpidament, la qual cosa Britten il·lustra satíricament amb una cita de Tristany i Isolda.
Aquesta nit, Albert va arribar a casa sol, bastant borratxo. Al carrer, Sid i Nancy tenen una cita, i els dos parlen de la llàstima que els donava Albert. Aquesta és la gota que vessa el got per a Albert, qui fuig en la foscor.

### Acte III
L'endemà al matí, Albert no ha tornat. Descobreixen la corona de flors d'Albert, aixafada per una carreta. Suposen que ha mort i comencen a plorar-ho, però es veuen interromputs pel retorn sorprenent d'Albert. Albert s'enfronta finalment a la seva mare, i convida als nens del lloc per provar fruites de regal.

## Anàlisi musical
La música no és complicada. És extremadament tonal, molt divertida i bastant subtil.

## Enregistraments
| Any  | Cast: (Albert, Lady Billows, Sid, Nancy, Mrs Herring, Florence Pike, Miss Wordsworth, Mr Gedge, Mr Upfold, Superintendent Budd)                                      | Director, Orquestra, Notes | Segell, Cat. No., Any de reedició |
| ---- | --- | --- | --------------------------------- |
| 1949 | Peter Pears, Joan Cross, Denis Dowling, Nancy Evans, Catherine Lawson, Gladys Parr, Margaret Ritchie, Otakar Kraus, Roy Ashton, Norman Lumsden                       | Benjamin Britten, English Opera Group Orchestra (Live recording of a performance in the Theatre Royal, Copenhagen, on 15 September)                             | Nimbus NI 5824/6 (2008)           |
| 1964 | Peter Pears, Sylvia Fisher, Joseph Ward, Catherine Wilson, Sheila Rex, Johanna Peters, April Cantelo, John Noble, Edgar Evans, Owen Brannigan                        | Benjamin Britten, English Chamber Orchestra | Decca 421,849–2 (1989)            |
| 1985 | John Graham-Hall, Patricia Johnson, Alan Opie, Jean Rigby, Patricia Kern, Felicity Palmer, Elizabeth Gale, Derek Hammond-Stroud, Alexander Oliver, Richard Van Allan | Bernard Haitink, London Philharmonic Orchestra (Video recording of a performance at the Glyndebourne Festival Opera) Director: Peter Hall Designer: John Gunter | Warner Music Vision 5046 78790-2  |
| 1996 | Christopher Gillett, Josephine Barstow, Gerald Finley, Ann Taylor, Della Jones, Felicity Palmer, Susan Gritton, Peter Savidge, Stuart Kale, Robert Lloyd             | Steuart Bedford, Northern Sinfonia | Naxos Records 8.660170/8 (2003)   |
| 1996 | Christopher Pfund, Kirsten Dickerson, Samuel Hepler, Nancy Maria Balach, Barbara Kokolus, Tara Venditti, Lynette Binford, Scott Bearden, James Powell, Scott Altman  | David Gilbert, Manhattan School of Music Orchestra | Vox Records VXP2 7900             |
| 2001 | James Gilchrist, Susan Bullock, Roderick Williams, Pamela Helen Stephen, Anne Collins, Sally Burgess, Rebecca Evans, Alan Opie, Robert Tear, Stephen Richardson      | Richard Hickox, City of London Sinfonia | Chandos CHAN 10036 (2003)         |